# Conférence des Parties
 (novembre 2016).
Si vous disposez d'ouvrages ou d'articles de référence ou si vous connaissez des sites web de qualité traitant du thème abordé ici, merci de compléter l'article en donnant les références utiles à sa vérifiabilité et en les liant à la section « Notes et références ».
Pour les articles homonymes, voir CP et COP.

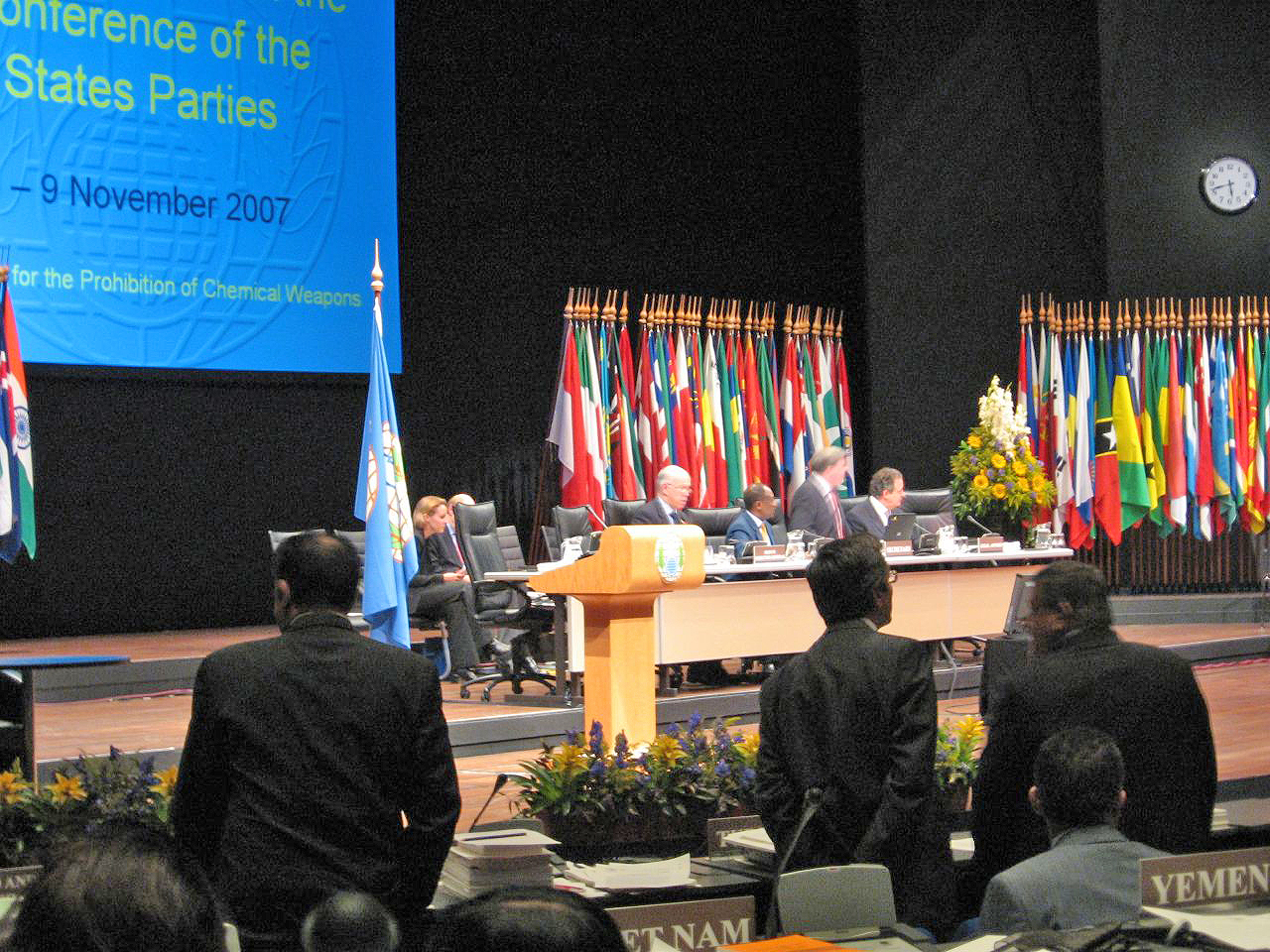
Conférences des Parties de la Convention sur l'interdiction des armes chimiques en 2007.

La Conférence des Parties (CP ; en anglais Conference of the Parties, COP), également appelée conférence des États signataires, est un terme générique désignant l'« organe suprême » des conventions qui en sont dotées (ex. : article 7.1 de la CCNUCC). Elle est compétente pour adopter des décisions sur toute question que les Parties pourraient juger pertinente d'aborder pour atteindre l'objectif des conventions internationales concernées (Climat, Biodiversité notamment).
Le terme « parties » — au sens de la convention de Vienne sur le droit des traités entre États et organisations internationales ou entre organisations internationales — se comprend ici comme « un État ou d'une organisation internationale qui a consenti à être lié par le traité et à l'égard duquel le traité est en vigueur ».
Les COP sont des forums de construction de règles communes. Elles maintiennent une certaine pression et/ou émulation sur les États, et montrent aux gouvernements qu'ils ne sont pas seuls à agir. Elles favorisent l'échange d'information stratégique, et stimulent souvent une certaine mobilisation de la société civile.
Le protocole de Kyoto et l'accord de Paris sont des émanations de la COP Climat, mais ils possèdent néanmoins chacun leur propre conférence des Parties et leur propre ordre du jour (en raison du fait que ces traités ont été élaborés selon la même approche que celle qui a présidé au développement de la CCNUCC).

## Histoire
En 1959, les rédacteurs du traité sur l'Antarctique prévoient que les représentants des parties consultatives au traité se réuniront à Canberra dans les deux mois suivant l'entrée en vigueur du traité puis à des intervalles et en des lieux appropriés, en vue d'échanger des informations, de se consulter sur des questions d'intérêt commun concernant l'Antarctique, d'étudier, formuler et recommander à leurs Gouvernements des mesures destinées à assurer le respect des principes et la poursuite des objectifs du présent traité (…) .
Par la suite, de nombreux autres traités seront adossés à une Conférence des parties.
Parfois, les conférences ne sont ouvertes qu'à des États, telle la conférence des parties contractantes de la convention de Ramsar relative aux zones humides d'importance internationale, mais ces États sont encouragés à « inclure dans leur représentation à ces conférences des personnes ayant la qualité d'experts pour les zones humides ou les oiseaux d'eau du fait des connaissances et de l'expérience acquises par des fonctions scientifiques, administratives ou par d'autres fonctions appropriées », mais les COP d'autres conventions accueillent aussi certaines organisations intergouvernementales, des organisations d'intégration économique régionale et/ou des ONG (dont le droit de vote de est alors nul ou limité).

## Missions
C'est une institution créée par les États, qui ont confié aux Conférences des Parties (COP) de l'ONU le mandat de discuter des bilans annuels et d'évaluer le chemin encore à parcourir, et de proposer des actions, pour atteindre les objectifs des conventions internationales adoptées, notamment sur la biodiversité et le climat. Ce processus de négociation continu, doit aider les États à tenir compte de l'évolution des connaissances scientifiques et technologiques, surmonter leurs divergences et progresser dans le respect des ODD dont en protégeant le climat et la biodiversité.
Le travail des COP est continu, mais le public le perçoit essentiellement à l'occasion des réunions, généralement annuelles, qui réunissent les États-parties et d'autres acteurs (société civile, entreprises).
Chaque COP peut lancer des programmes de travail sur des thématiques données, adopter des décisions valant en quelque un règlement d'application de la Convention, et créer et piloter de nouveaux organes subsidiaires (il y en a en 2023 une dizaine pour la COP Climat).

## Environnement

### Climat
La première conférence mondiale sur le climat remonte à 1979, à Genève (Suisse). Un « Programme de recherche climatologique mondial » y a été lancé, sous la responsabilité de l'Organisation météorologique mondiale (OMM), du Programme des Nations unies pour l'environnement (PNUE) et du Conseil international des unions scientifiques (CIUS).
En 1988, le Groupe d'experts intergouvernemental sur l'évolution du climat (GIEC) est créé par l'OMM et le PNUE pour procéder, à intervalles réguliers, à une évaluation de l'état des connaissances sur les changements climatiques. Son premier rapport (1990) reconnaît la responsabilité humaine dans le dérèglement climatique et pose les bases du Consensus scientifique sur le réchauffement climatique. Il sert à construire la convention-cadre des Nations unies sur les changements climatiques (CCNUCC).
Le troisième sommet de la Terre qui s'est tenu en 1992 à Rio de Janeiro (Brésil) est une étape cruciale dans les négociations climatiques internationales, avec la signature de la convention-cadre des Nations unies sur les changements climatiques. Celle-ci reconnaît officiellement l'existence du dérèglement climatique et la responsabilité humaine dans ce phénomène. Elle vise à stabiliser les taux atmosphériques de gaz à effet de serre à un niveau empêchant toute perturbation humaine dangereuse du système climatique. En en vigueur au 21 mars 1994,elle est ratifiée par 195 pays, dits « Parties », plus l'Union européenne.

#### Convention-cadre des Nations unies sur les changements climatiques

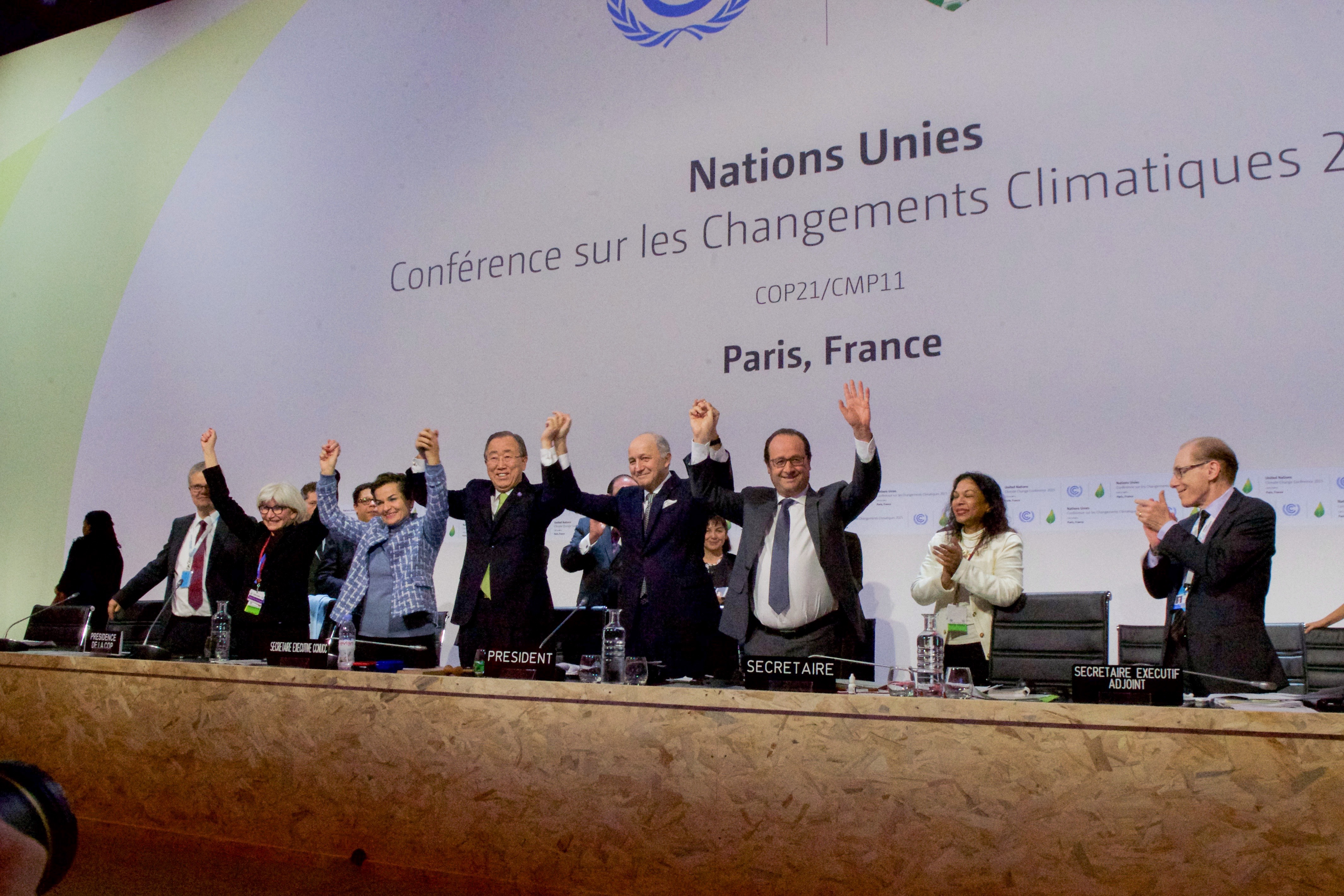
La conférence de Paris de 2015 sur le climat a permis la négociation de l'accord de Paris sur le climat.

La conférence des Parties, à l'image d'une assemblée générale de l'ONU, est l'organe suprême de la convention, c'est-à-dire sa plus haute autorité de prise de décision. C'est une association de tous les pays qui sont Parties à la convention, qui se réunit une fois par an (souvent fin novembre).
Cette COP doit veiller au maintien et à l'amplification des efforts internationaux pour faire face aux changements climatiques. Elle passe en revue la mise en œuvre de la convention et examine les engagements des Parties à la lumière de l'objectif de la convention, des avancées et bilansscientifiques et des retours d'expérience des politiques climatiques.

Une tâche majeure de la COP est de réviser les communications nationales soumises par les Parties. Se fondant sur ces informations, elle évalue les effets des mesures prises par les Parties, et les progrès accomplis vers l'objectif ultime de la convention.
Elle se réunit annuellement lors de conférences mondiales organisées par la présidence et le Bureau. Chaque année, un État partie est désigné comme pays d'accueil et présidence de la COP en respectant un ordre de rotation parmi les cinq régions de l'ONU, à savoir:  Afrique ; Amérique latine et Caraïbes ; Asie ; Europe centrale et orientale ; Europe de l'Ouest et autres. Il s'agit de la COP la plus médiatisée, elle réunit habituellement de 20 à 30 000 personnes durant deux semaines.
En préparation de cette réunion annuelle, deux organes subsidiaires permanents se réunissent deux fois par an, lors des intersessions (en général au Campus des Nations unies, à Bonn, siège du Secrétariat), à savoir l'Organe subsidiaire de conseil scientifique et technologique et l'Organe subsidiaire de mise en œuvre.
Les conférences des Nations unies sur le climat sont maintenant plus qu'une simple « COP », mais la réunion de trois conférences des Parties : celles de la CCNUCC (197 Parties), celles du Protocole de Kyoto (192 Parties) et celles de l'Accord de Paris (185 Parties).

### Biodiversité
Le sommet de Rio a aussi abouti à une Convention sur la diversité biologique, également dotée d'une conférence des Parties associant tous les pays adhérant à la convention ratifiée de 1992.

### Convention des Nations unies sur la lutte contre la désertification
La convention des Nations unies sur la lutte contre la désertification (CNULCD) a été adoptée le 17 juin 1994 à la suite du « sommet de la Terre de Rio » en 1992. Cette déclaration est composée de quarante articles et de cinq annexes régionales (géographiquement réparties comme suit : Afrique, Amérique latine et Caraïbes, Asie, Méditerranée septentrionale et Europe centrale et orientale). Ses objectifs principaux sont la lutte contre la désertification et l'atténuation des effets de la sécheresse dans les pays touchés, en particulier en Afrique, afin de promouvoir un développement durable. Elle vise donc à « l'amélioration de la productivité des terres ainsi que la remise en état, la conservation et une gestion durable des ressources en terres et en eau, et aboutissant à l'amélioration des conditions de vie, en particulier au niveau des collectivités » (article 2, paragraphe 2 de la CNULCD). Elle est entrée en vigueur en 1996 après la ratification du texte par le cinquantième État.
En 2017, elle compte 196 États Parties, ce qui en fait la convention de Rio la plus ratifiée (par comparaison avec la Convention sur la Diversité Biologique et la Convention Cadre des Nations unies sur les Changements Climatiques). Elle est aussi considérée comme la convention qui a le plus pris en compte les apports de la société civile (qui selon une étude (Betsill et Corell, 2007) a été ici capable de façonner le processus de négociation et le contenu de la convention. La Conférence des Parties de la Convention des Nations unies sur la lutte contre la désertification, moins médiatisée, s'est réunie annuellement de 1997 à 2001, puis bisannuellement.
Les organes de la CNULCD sont : 
- le Comité de Révision de Mise en œuvre de la Convention (CRIC) ;
- le Comité de la Scientifique et Technique (CST ou SPI en anglais). Le SPI a été créé pour une phase pilote de deux ans lors de la COP 12 afin de faire une passerelle entre les éléments scientifiques et leur transcription au sein de politiques publiques. Il vise donc à identifier les besoins de connaissances, à sélectionner les moyens de les acquérir et à les transposer à destination des décideurs politiques. Elle publie des rapports et des notes scientifiques et politiques.

La CNULCD collabore avec la société civile et a créé en son sein un « Panel des Organisations de la Société Civile » (OSC). Ce panel représente les OSC des 5 régions des Nations unies.

## Utilité
Une COP est une plateforme où les États-membres peuvent collectivement mesurer les actions des autres États et aborder des questions nécessitant des réponses globales et cohérentes, par exemple relatives aux niveaux et échelles d'ambition des politiques nationales et supranationales, aux levées et partages de ressources financières et technologiques (dont pour aider les pays les moins avancés), aux moyens de s'assurer que chaque partie fasse réellement ce qu'elle a promis, etc..
Selon Géraud de Lassus St-Geniès(2022), la portée des décisions des COP est insuffisante, mais néanmoins significative, comme le montre les efforts faits par les lobbys et des États les plus réfractaires à l'action pour participer à leur élaboration.

Les COP balisent le chemin encore à parcourir. Leurs décisions deviennent parfois des règles internationales facilitant et légitimant les politiques nationales en faveur des « communs » que sont la biodiversité ou du climat.

Sans les COP, l'environnement planétaire se serait probablement dégradé bien plus vite et plus intensément.
Chaque réunion médiatisée d'une COP est un rappel pour tous et chacun, États notamment, de l'urgent besoin d'agir. C'est  aussi une occasion d'interpeler les gouvernements sur leur (in)action, « tant par leurs pairs que par la société civile (très présente, bien organisée et extrêmement mobilisée durant les COP), et où peut donc s'exercer une certaine pression sur les États pour qu'ils intensifient leurs efforts », car les États se soucient généralement de leur image environnementale et internationale, et ils prennent ici la mesure de leurs efforts individuels et collectifs, ce qui est essentiel car les gouvernements, souvent, n'agissent que quand ils savent que leurs voisins font ou feront de même.
Chaque COP montre aussi de nouveaux enjeux environnementaux et géopolitiques (comme l'importance des savoirs autochtones, des femmes, qui sont aussi plus vulnérables aux effets négatifs du dérèglement climatiques dans la plupart des pays). Les COP impulsent de nouvelles dynamiques ; elles aident à adapter les urgences et les politiques publiques à l'aune des connaissances scientifiques et des préoccupations des populations. De grandes quantités d'informations stratégiques s'y échange (dont de bonnes pratiques) entre les parties (États, ONG, entreprises, scientifiques…).

## Limites et critiques
La règle du consensus a été imposée par les États membres. entre près de 200 « parties » aboutit fréquemment à des blocages, freins ou compromis a minima et imparfaits
Si les tendances mondiales n'ont pas empiré (alors que la démographie et les déplacements et la consommation de ressources ont significativement augmenté), elles ne se sont pas non plus améliorées, nous éloignant continuellement des seuils de soutenabilité et des limites planétaires, faisant dire à Greta Thunberg que, alors que l'espace qui y est ouvert à société civile est extrêmement limité, contrairement à celui offert aux lobbys industriels 12, les COPs sont non pas destinées à changer le système, mais plutôt à encourager des progrès graduels, devenus vains au regard de l'urgence climatique, elle dénonce en 2022 la COP27 (Charm el-Cheikh en Égypte) comme « machines à greenwashing », un avis qui sera partagé par le délégué général de l'ONU qui, déplorant le constat d'une trajectoire d'un réchauffement de 2,6 °C, a en 2022 dénoncé un résultat « pitoyablement pas à la hauteur » et a appelé à cesser le « greenwashing », alors que cette année voyait se multiplier les inondations catastrophiques comme au Pakistan, les sécheresses, canicules et feux de forêts. Pour Greta Thunberg, les COP seraient plus utiles si elles étaient utilisées comme une opportunité pour mobiliser les gens et forcer les dirigeants à agir.
Aux vues de leurs résultats des COPs, après plus de 25 ans d'activité durant lesquels les émissions de gaz à effet de serre se sont poursuivies au même rythme (malgré plus de 470 décisions adoptées par la COP Climat depuis sa création), de même que l'effondrement de la biodiversité, leur utilité est souvent questionnée. Le rythme des discussions est jugé toujours trop lent, et la pression des lobbys industriels et des pays pétrogaziers de plus en plus manifeste, faisant que les décisions issues de marathons diplomatiques paraissent toujours insuffisamment ambitieuses (et en outre, les bilans successifs montrent qu'elles n'atteignent généralement pas leurs objectifs).
L'organisation des COPs dans des pays non démocratiques et grands producteurs de pétrole tels que les Emirats Arabes Unis et l'Azerbaïdjan ont également soulevé des controverses.
En 2014, Stefan Aykut et Amy Dahan qualifient de « schisme de réalité » le hiatus séparant l'univers des COP et le monde réel.